# Maria Chiara Carrozza
Pour les articles homonymes, voir Carrozza.
Maria Chiara Carrozza (née en 1965 à Pise) est une ingénieure et  personnalité politique italienne, membre du Parti démocrate.

## Biographie
Maria Chiara Carrozza est née à Pise en 1965. Professeure de bioingénieure industrielle à la  Scuola Superiore di Studi Sant'Anna de Pise, dont elle a été le rectrice à deux reprises, de 2007 à 2013.
Maria Chiara Carrozza devient ministre de l'Éducation, de l'Enseignement supérieur et de la Recherche du gouvernement Letta le 27 avril 2013. Le 22 février 2014, Stefania Giannini lui succède dans le gouvernement Renzi.
Elle a mené des recherches dans les domaines de la biorobotique, de la biomécatronique et de la neurorobotique.
Depuis le 12 avril 2021 elle est la première  présidente femme du Conseil national de la recherche ( Consiglio Nazionale delle Ricerche).